# HK USP
Die Pistole USP  (Universale Selbstladepistole) wird von Heckler & Koch in Oberndorf am Neckar hergestellt.

## Technik
Gefertigt aus Polyamid mit hohen Glasfaseranteilen ist die USP eine gegen Chemikalien, Verschleiß und Temperaturunterschiede beständige Waffe. Lauf und Verschluss bestehen aus Stahl. Die USP nutzt ein modifiziertes Browning-System, das gegenüber dem Rollenverschlusssystem der P9S und dem gasgebremsten Masseverschlusssystem der P7 wesentlich billiger und robuster ist. Insgesamt erwies sich die Waffe bei Tests von −42 °C bis +67 °C als sehr robust und zuverlässig.
Erhältlich ist die Waffe in den Kalibern 9 × 19 mm, .40 S&W und .45 ACP. Zudem existiert eine Variante der USP Compact im Kaliber .357 SIG, deren Produktion eingestellt wurde.

## Modellvarianten
Bei der Bundeswehr ist eine modifizierte Variante der USP unter dem Namen P8 eingeführt, mit anderer Sicherung bzw. ohne Sicherung als Combatvariante sowie mit einem gezogenen anstatt des Polygonlaufs und transparentem Magazin. Die USP Compact wird in Deutschland unter dem Namen P10 als Dienstwaffe der Polizei einiger Länder (u. a. des Saarlands) eingesetzt. Darüber hinaus findet sie auch Verwendung in den entsprechenden Justizvollzugsanstalten der Länder.
Für sportliche Zwecke wurden die Modelle USP Match, USP Expert, USP Elite und USP Custom Sport mit Lauflängen von vier bis sechs Zoll sowie sportlicher Visierung entwickelt. Das Modell USP Match wurde im Jahr 1999 eingestellt und wird von Heckler & Koch nicht mehr zum Verkauf angeboten.
Im Rahmen einer Neuentwicklung für US-Spezialeinheiten wurde die SOCOM Mark23 entwickelt, eine USP-Variante in .45 ACP und mit langem Lauf als primäre Angriffswaffe. Aufgrund dieser Anforderungen ist diese Version schwerer und unhandlicher als jede andere Pistole der Serie. Daraufhin entwickelte Heckler & Koch die USP Tactical. Diese entspricht den Leistungsmerkmalen der Mark23, ist aber kompakter und als Sekundärwaffe konzipiert. Beide können mit einem Schalldämpfer ausgerüstet werden.
| HK USP              | HK USP         | HK USP       | HK USP  | HK USP    | HK USP                  | HK USP              | HK USP                        |
| Kaliber             | Gesamtlänge mm | Rohrlänge mm | Höhe mm | Breite mm | Gewicht g               | Max. Magazinfüllung | Visier                        |
| ------------------- | -------------- | ------------ | ------- | --------- | ----------------------- | ------------------- | ----------------------------- |
| 9 × 19 mm           | 194            | 108          | 136     | 38        | 715 (770)               | 15                  | Fixierte offene Visierung     |
| .40 S&W             | 194            | 108          | 136     | 38        | 775 (830)               | 14                  | Fixierte offene Visierung     |
| .45 ACP             | 200            | 112          | 141     | 38        | 785 (890)               | 12                  | Fixierte offene Visierung     |
| HK USP Compact      |                |              |         |           |                         |                     |                               |
| Kaliber             | Gesamtlänge mm | Rohrlänge mm | Höhe mm | Breite mm | Gewicht g               | Max. Magazinfüllung | Visier                        |
| 9 × 19 mm           | 173            | 91           | 127,5   | 34        | 645 (727)               | 13                  | Fixierte offene Visierung     |
| .40 S&W             | 173            | 91           | 127,5   | 34        | 695 (777)               | 12                  | Fixierte offene Visierung     |
| .45 ACP             | 179            | 95           | 128,5   | 34        | 715 (802)               | 8                   | Fixierte offene Visierung     |
| HK USP Expert       |                |              |         |           |                         |                     |                               |
| Kaliber             | Gesamtlänge mm | Rohrlänge mm | Höhe mm | Breite mm | Gewicht g               | Max. Magazinfüllung | Visier                        |
| 9 × 19 mm           | 221            | 132          | 149     | 44        | 865 (945)               | 18                  | Verstellbare offene Visierung |
| .40 S&W             | 221            | 132          | 149     | 44        | 875 (955)               | 16                  | Verstellbare offene Visierung |
| .45 ACP             | 221            | 132          | 147     | 44        | 850 (954)               | 12                  | Verstellbare offene Visierung |
| HK USP SD           |                |              |         |           |                         |                     |                               |
| Kaliber             | Gesamtlänge mm | Rohrlänge mm | Höhe mm | Breite mm | Gewicht g               | Max. Magazinfüllung | Visier                        |
| 9 × 19 mm           | 397 (214)      | 123,5        | 145     | 38        | 745 / 800 / 1185 / 1240 | 15                  | Verstellbare offene Visierung |
| HK USP Tactical     |                |              |         |           |                         |                     |                               |
| Kaliber             | Gesamtlänge mm | Rohrlänge mm | Höhe mm | Breite mm | Gewicht g               | Max. Magazinfüllung | Visier                        |
| .45 ACP             | 401 (218)      | 129          | 154     | 38        | 820 / 923 / 1260 / 1363 | 12                  | Verstellbare offene Visierung |
| HK USP Custom Sport |                |              |         |           |                         |                     |                               |
| Kaliber             | Gesamtlänge mm | Rohrlänge mm | Höhe mm | Breite mm | Gewicht g               | Max. Magazinfüllung | Visier                        |
| 9 × 19 mm           | 194            | 108          | 145     | 37        | 720                     | 15                  | Verstellbare offene Visierung |
| .40 S&W             | 194            | 108          | 145     | 37        | 780                     | 13                  | Verstellbare offene Visierung |
| .45 ACP             | 200            | 112          | 150     | 37        | 785                     | 12                  | Verstellbare offene Visierung |
| HK USP ELITE        |                |              |         |           |                         |                     |                               |
| Kaliber             | Gesamtlänge mm | Rohrlänge mm | Höhe mm | Breite mm | Gewicht g               | Max. Magazinfüllung | Visier                        |
| 9 × 19 mm           | 240            | 153          | 149     | 45        | 920                     | 18                  | Verstellbare offene Visierung |
| .45 ACP             | 240            | 153          | 147     | 45        | 860                     | 12                  | Verstellbare offene Visierung |
| 1. 2. 3. 4. 5.      |                |              |         |           |                         |                     |                               |